# Kozitation
Kozitation (engl. co-citation) bezeichnet die gemeinsame Zitation zweier Autoren (Citees), Dokumente oder Ausdrücke in einem Artikel (Citer). Werden in einer Debatte bestimmte Autoren häufig zitiert, erhöht sich ihr Zitationszähler. Werden in einer Debatte zwei Autoren häufig gemeinsam zitiert, verstärkt sich die Relation zwischen beiden. Diese Relation gibt Auskunft darüber, dass beide Autoren offensichtlich auf einem gemeinsamen Arbeitsgebiet forschen.
Der Begriff Co-Sitation für die gemeinsame Verlinkung zweier Web-Dokumente konnte sich bislang nicht durchsetzen.

## Formen von Kozitation

### Autor-Kozitation
Die gemeinsame Zitation zweier Autoren (Citees) in einem Text über mehrere Texte in einer Debatte.

### Koautorschaft
siehe Koautor

### Dokument-Kozitation
Im Verlauf einer Debatte spielen bestimmte Dokumente eine besondere Rolle – beispielsweise Klassiker oder Standardwerke. Ein vielzitierter Autor hat möglicherweise Anteil an mehreren Innovationen. Mit Hilfe der Analyse der Dokumentationskozitation kann ein bestimmter Text eines Autors im Hinblick auf seine Bedeutung für die Debatte ermittelt werden.

### Begriffs-Kozitation
Hierbei handelt es sich besonders um Deskriptoren, die gemeinsam einen Artikeln beschreiben. Werden bestimmte Deskriptoren für viele Publikationen gemeinsam verwendet, dann gibt es offensichtlich einen semantischen Zusammenhang oder eine Diskussion über die Beziehung dieser Begriffe bzw. Themen zueinander.